# ピアスンのパペッティア人
ピアスンのパペッティア人（Pierson’s Puppeteers）あるいは単にパペッティア人は、ラリー・ニーヴンのSF小説『リングワールド』をはじめとするノウンスペースシリーズに登場する架空の宇宙人である。

## 特徴

### 外見
パペッティア人の身体的な特徴としては、ヒューマノイドの下半身に相当する部分は ケンタウルスに似た蹄のある脚が3本生えており、上半身には2つのヘビに似た頭のようなものがある。この頭はそれぞれ口、分かれた舌、広くて硬いゴムのような唇（指状の突起が取り囲んでいる）、一個の視覚器官がある。人類の脳に相当する器官はこの頭には入っておらず、肩に相当する部分の近く、筋肉とたてがみで覆われた部分にある。
「ピアスンの」という呼び方はノウンスペースの年表で26世紀初頭に彼らとファーストコンタクトを行なった人間、ピアスンに由来する。ニーヴンの短編「ソフト・ウェポン」によれば、ピアスンは宇宙船の乗組員で、旅先で20世紀のテレビ番組『ビーニーとセシル』のリバイバル上映を見ていた。この番組のキャラクターのひとつがウミヘビのおばけ「セシル」で、操り人形（パペット）だが、ピアスンは自分が遭遇した宇宙人の頭部がセシルに似ていたため「パペッティア」と呼ぶことになった。

### 生態
生物学的にみると、パペッティア人は知能の高い草食動物で、同じ種族で群れ、仲間のにおいに囲まれて暮らすのを好む。彼らの繁殖方法は特異で、3種類の性別（2種類の男性、1種類の女性）がある。「男性」は人類の男女に相当し、産卵管を持つ性と陰茎に相当するものを持つ性が存在する。一方「女性」はパペッティア人の有史以前より共に生活してきてはいるが、実は全く別の種族であり、「女性」同士でつがいを作って繁殖する。この「女性」は、パペッティア人の「男性」から卵子と精子を生みつけられるいわば宿主である。これは地球の生物であるジガバチに似ている。パペッティア人自身はこのことを忌まわしいものと考えている。

### 精神
パペッティア人の社会には3つの大きな特徴がある。まず「臆病」であることが美徳とされること、つぎに同族で群れて暮らす傾向があること、そして契約を遵守し嘘はないということである。
臆病さは、パペッティアの民族としての通念で、危険には背を向けるという本能に由来する。だが実際には「背を向ける」のは敵を後ろ足で蹴る動作につながっている、と考えるものもいる。『リングワールド』や「ソフト・ウェポン」などの作品中で、パペッティア人がこの方法で身を守ったり敵を攻撃する様子が描かれている。
ほかに臆病さを示す挙動として注目すべきものに昏睡状態がある。これは3本の脚と2つの頭部を胴体の下部にたくし込んで体全体を丸めてしまうもので、人間の胎児の姿勢、あるいはダチョウが砂の中に頭を隠すのに似た姿をとる。幼年期に身につける一種の条件反射である。
彼らの臆病さはその建築様式や様々なもののデザイン面にもあらわれている。彼らがデザインした室内には鋭い角というものがなく、全てのものが曲線で構成され「半分溶けたような」かたちをしており、誤ってぶつけても怪我をしにくいようになっている。
ノウンスペースの後期を描いた作品に、パペッティア人が自分たちが臆病な理由を説明しているものがある。ある科学実験の結果、彼らの魂は不滅の存在ではないことがわかったから、したがって死とは永遠に続く絶対的なものだから、と述べている。このような理由でパペッティア人は偏執狂的に安全を求めるようになった。
『リングワールド』に登場するパペッティア人ネサスによれば、勇敢なパペッティア人は気が狂っていると「みなされる」のではなく、本当に狂って「いる」。これは人類に例えると躁鬱病や殺人性向といった精神病の兆候といえる。付け加えるならば『リングワールド』に登場する人類は、宇宙船「のるかそるか（ロングショット）号」の乗員を除いて誰一人として正常なパペッティア人には会っていない。これは正常なパペッティア人なら後述の惑星船団から外の世界に出ることはないであろうし、たとえそうせざるを得ないにしてもいざというときは痛みなしで自殺する方法を準備してから出てゆく、ということを裏付けている。

## 社会

### 名前
ほとんどのパペッティア人は自らにギリシア神話に登場するケンタウルスの名前をつける。例えば「ネサス」や「キロン」などである。なおこれらの名前は彼らが人類に対して名乗る際のものであり、本当の名前は人類には発音できない。

### 科学技術
パペッティアのテクノロジーは人類を含め他の種族より数世紀はすすんでいる。例えば、人類は25世紀に「転移ボックス」と呼ばれる原始的なテレポーテーションを発明してはいた。これは出発点と到着点の双方に閉じた空間、ボックスが必要である。一方パペッティア製のものは開放型の「跳躍円盤（ステッピング・ディスク）」といい、円盤の上に一歩足をのせるだけで他の場所に、通常は何千キロも離れた場所にテレポートできるというものである。

### 政治
パペッティアの政体は二大政党である保守党（コンサーヴァティヴ）と実験党（エクスペリメンタリスト）による民主主義制である。その歴史上ほとんどの期間は保守党が政権を握ってきた。実験党が政権を執るのは種族の安全を脅かすような危機が発生し、何もしないことのほうが危険だと判断されたときのみである。
パペッティア人の指導者は「至後者（ハインドモースト）」として知られている。この呼び名は「後ろから指図する人びと」を意味する。パペッティア人にとって最も大切なことは自らの安全、種族の生存である。つまり最も重要なパペッティア人とは全人民の「後ろ」にいて守られている存在だと考えている。
小説『リングワールドふたたび』での「至後者（ハインドモースト）」はその地位を追われ、ルイス・ウーらを再度、リングワールドへつれてゆく指揮官として描かれている。

### 外交
基本的な外交方針は、自分たちの安全を守るために宇宙を支配する、というものである。パペッティア人は自分たち自身はなるべく危険を避け、他の種族に代わりをやらせようとする。協力させるためには賄賂や恐喝を行なうが、彼らにとって恐喝はなんら不道徳ではなく、むしろ恐喝する側とされる側の双方の安全を完全に保証するものだと考える。さらに契約が履行されれば恐喝のネタを記憶から消去することによって相手を裏切ることもない。ごく少数ではあるが、逆にパペッティア人を恐喝することによって彼らから一目置かれるようになった人間も存在する。
『リングワールド』では、パペッティア政府が人類とクジン人の遺伝子に干渉してきたことが明らかにされる。
人類とクジンは何度か戦争状態となったのだが（人類・クジン戦争）、常にクジン側が負けるよう、パペッティアは様々な手段で干渉してきた。特にアウトサイダー人の宇宙船を人類空域に誘導しその結果人類にもたらされた知識が決定打となった。これらの結果、クジン人は好戦的な形質が抑制される方向に進化させられることとなった。
パペッティア人は他にも「幸運の遺伝子を持つ人類」を作り出す計画を立てた。彼らは人類の最も優れた特徴は「幸運」であることだと結論付け、それを強化することに決めた。賄賂と恐喝で地球の政権を操ることによって、2650年前後に「出産権抽籤」の制度（管轄は国連の「出生管理局」）を作らせた。これは抽籤という選択と淘汰を繰り返すことでより幸運な人間をつくりだすというものであった。登場人物のひとり、ティーラ・ブラウンはこの計画の結果うまれてきた、自分の都合の良いように確率の法則を変えうる人間として描かれている。

### ゼネラル・プロダクツ
パペッティア人は非常に商売熱心で、巨大企業ゼネラル・プロダクツによる商業帝国を築き上げた。人類が青銅器時代だったころ、すでにノウンスペースのさしわたし60光年をも含む領域を支配していた。後述のパペッティア人の銀河系からの脱出の後は、ゼネラル・プロダクツは短編「フラットランダー」に登場する富豪グレゴリイ・ペルトンの隠れ蓑になったと噂されている。
ゼネラル・プロダクツ社が販売していた主要な製品は、「絶対に壊れない」宇宙船船殻である。これはパペッティア製品だけのことはあり、ほとんどいかなるものにも侵されないが、可視光線（ゼネラル・プロダクツの顧客の全種族にとっての見ることのできる波長の電磁波）、重力は通す。この船殻自体は恒星の上層大気中を飛行しても無傷だと宣伝されてはいるが、もちろん中にいる者は焼け死んでしまうだろう（強烈過ぎる光に対する装備も販売してはいる）。
この船殻を破壊する唯一の手段は反物質を接触させることである。その様子を描いた短編小説もある。このような状況下では通常物質、例えば金属製の船殻だと単に溶けてしまうだけであろうが、ゼネラル・プロダクツの場合はばらばらに崩壊する。これはこの物質が非常に巨大な単一の分子でできているためである。分子を構成する原子が反物質との反応である程度失われてしまうと、分子全体はもはや安定を保っていられなくなり、より小さな原子の集まりへと崩壊する。実際には船殻は一瞬にして消え去ることになる。
ちなみに、日本のアニメ制作会社ガイナックスの前身となったSF専門店の店名「ゼネラルプロダクツ」は、これに由来する。

## 母星

### ケンプラーのばら飾り

「ケンプラーのバラ飾り」
とされた系

「クレンペラーのバラ飾り」
の正しい例

パペッティア人の母星は、人口増加と極端な文明化のため、自分たちの星系を大改造しなければならなくなった。
その1つとして、文明活動の廃棄熱による温暖化を避けるため、母星を主星から遠ざけた。廃熱の増加と、さらには主星が赤色巨星化したことにより、距離は徐々に増し、主星から0.1光年、太陽系でいえば オールトの雲のあたりまで遠ざかった。
さらに、母星の移動と同時進行して、まず星系内の他の2惑星、ついでさらに2惑星（計4惑星）を母星の近くに移動させ、テラフォーミングによって「農業惑星」に変えた。主星とこれらの惑星は、正五角形の頂点の位置関係を保ったまま互いの周りを公転する「ケンプラーのばら飾り（ローゼット） (Kemplerer rosette)」に配置された。
ただし、この語には問題がある。『リングワールド』では、正多角形の頂点に配置された等質量の天体からなる系が「ケンプラーのばら飾り」とされている。このような系が平衡である（ただし安定ではない）のは事実だが、「ケンプラー」はミススペルであり、しかも意味も異なる。
正しくはクレンペラーのバラ飾り (Klemperer rosette) で、N種類の質量の天体N×M個 (N, M ≧ 2) からなる系であり、1962年にW・B・クレンペラーにより平衡だと示された。それに対し、『リングワールド』での意味は N = 1, M  ≧ 3 の場合に当たり、これはクレンペラー以前から知られていた平衡解である。
さらに、ミススペルの Kemplerer は普通に読めば「ケンプレラー」などとなろうが、早川書房が1985年に発行した日本語版では、それとも「クレンペラー」とも異なる「ケンプラー」と訳されている。

### 母星の探索
パペッティアの母星の位置は何世紀もの間、大きな謎のままであった。ノウンスペース内ではパペッティア人以外に知る者はおらず、広範囲にわたる探索も試みられたがいずれも失敗に終わった。
その理由の1つは、見当違いの恒星を探していたためである。パペッティア人が
- 生物学的にみて黄色矮星のもとで進化してきたはずである
- 地球に似た惑星上で宇宙服なしでいられる

といった点から、彼らの母星を探そうとする者は黄色矮星の近辺しか探索しなかったが、実際には赤色巨星を大きな軌道で巡る惑星にいた。
それに加え、パペッティア人は、母星に関する情報はどんな些細なものであれもみ消すために莫大な費用をかけたといわれる。2641年、ある人間がゼネラルプロダクツの船殻の特性からパペッティアの母星は衛星を持たないであろうことを証明したが、その際もかれらはその情報をもみ消すことに躍起になっている。

### 惑星船団
27世紀に、「ケンプラーのばら飾り」は公転軌道から離れ、銀河系を脱出する軌道に乗り、「惑星船団 (Fleet of Worlds)」となった。
短編「銀河の〈核〉へ」では、惑星船団が銀河系から脱出することになった経緯が描かれている。2645年、探検家ベーオウルフ・シェイファーは銀河系にある異変が起きていることを発見した。その直後、パペッティア人は銀河系からの脱出を始めた。これは惑星船団全体を亜光速まで加速し、小マゼラン星雲をめざすというものである。当然ながらパペッティア人たちは超光速航法を知っているが、彼ら自身は亜光速で「のんびりと」マゼラン星雲を目指すことを選んだ。超光速航行時には稀に船が消失する事例が確認されており、その原因と対策がわからないため亜光速航行のほうが安全だと考えたためである。そのような事例はまず起こらない（だからこそ人類は超光速航行を使用している）のだが、それでも危険は冒さないのがパペッティア流である。
銀河系から逃げ出すことで時間を稼ぎ、その間に種族を守る手段を見つけることに望みを賭けた。パペッティア人がノウンスペースからいなくなったことで、人類社会の株式市場は崩壊した。
また、パペッティア人のような安全に対して偏執的な種族が、自分たちの星系をケンプラーのばら飾りのような配置に改造するとは思えない、という指摘もある。このページ下部にあるシミュレーションを参照のこと。

## 登場作
- 『中性子星』Neutron Star（短編集、1968年、邦訳: ハヤカワ文庫SF、1980年7月、ISBN 4-15-010400-X）　
  - 「中性子星」“Neutron Star”（1966年初出、邦訳: 1969年SFマガジン初出）
  - 「銀河の〈核〉へ」“At the Core”（1966年初出、邦訳: 本短編集初出）
  - 「ソフト・ウェポン」“The Soft Weapon”（1967年初出、邦訳: 本短編集初出）
- 『リングワールド』Ringworld（1970年、邦訳: ハヤカワ文庫SF、1985年6月、ISBN 4-15-010616-9）
- 続編『リングワールドふたたび』『リングワールドの玉座』『リングワールドの子供たち』
- 『リングワールド・コンパニオン・シリーズ』としてしられる５つの長編からなるシリーズ（未訳)。パペッティア人の世界である惑星船団を舞台とする。
  - Fleet of Worlds
  - Juggler of Worlds
  - Destroyer of Worlds
  - Betrayer of Worlds
  - Fate of Worlds 『中性子星』は27世紀、『リングワールド』シリーズは29世紀の物語である。
- トラブル急行（エクスプレス）（1983年、MC全2巻）弓月光 (漫画作品)